# Landenolfo II di Capua
Landenolfo II di Capua (X secolo – Capua, 993) nel 982 successe al fratello Landolfo IV nel titolo di Principe di Capua e regnò fino a quando fu assassinato.

## Biografia
Uno dei figli minori di Pandolfo Testadiferro, Landenolfo era molto giovane quando salì al trono e quindi governò sotto la reggenza di sua madre Aloara fino alla morte di lei, nel 992.
L'anno successivo, nel periodo della Pasqua, Landenolfo fu assassinato da un gruppo di rivoltosi istigato da suo fratello Laidolfo, conte di Teano.
Fu sepolto il 21 aprile in San Benedetto a Capua.